# 劉少公
劉少公（?—?），东汉初年人物，梁王刘永的弟弟。
西汉梁孝王刘武的八世孙，父亲梁王刘立，西汉末年，被王莽诛杀。更始元年（23年）王莽灭亡，更始帝刘玄封刘永为梁王。刘永任命弟弟刘防为辅国大将军，幼弟刘少公为御史大夫，封鲁王。更始三年（25年），更始帝败于赤眉军，刘永称帝。建武三年（27年），东汉光武帝刘秀派吴汉、盖延包围睢阳，刘永被部将所杀。史书没有记载劉少公的下场。